# هوغو دومينيل-كوبين
هوغو دومينيل-كوبين (ولد في 26 أغسطس 1985) عالم رياضيات فرنسي متخصص في نظرية الاحتمالات. حصل على ميدالية فيلدز عام 2022، لعمله في «حل المشكلات القديمة في النظرية الاحتمالية لتحولات الطور في الفيزياء الإحصائية، خاصة في الأبعاد الثلاثة والأربع».